# Avondale
Avondale je město ve Spojených státech amerických. Nachází se v okrese Maricopa County ve státě Arizona. Ve městě žije přibližně 89 tisíc obyvatel a jeho rozloha činí 118,2 km². Město sousedí s Phoenixem, jehož je zároveň předměstím. Od 80. let 20. století se město rapidně rozrostlo, když se z malé farmářské komunity stalo jednou z klíčových součástí Phoenixké metropolitní oblasti.
Vedle Phoenixu město sousedí také s městy Goodyear, Litchfield Park a Tolleson. Ve městě panuje horké aridní podnebí a nachází se zde Phoenix Raceway, kde se konají závody NASCAR.